# Mineralientage München
Die Messe The Munich Show – Mineralientage München ist eine jährliche internationale Fachmesse für Mineralien, Edelsteine, Schmuck und Fossilien in München-Riem. Firmensitz des Veranstalters ist Oberhaching.
Der Vorläufer der Munich Show wurde erstmals am 7. November 1964 in der Münchner Gaststätte Raethenhaus veranstaltet, damals noch als „Mineralienbörse“. Die Börse dauerte einen Tag, 16 Aussteller präsentierten sich. Veranstalter war die Bezirksgruppe der „Vereinigung der Freunde der Mineralogie und Geologie“ (VFMG). Bei der zweiten Börse 1964 wurde mit dem Hacker-Keller an der Münchner Theresienwiese ein größerer Raum gefunden. Die Börse wuchs weiter, so dass 1972 der Beschluss gefasst wurde, auf das Münchner Messegelände umzuziehen.  Aus der „Mineralienbörse“ wurden die „Mineralientage“. 2011 wurde der Name „The Munich Show – Mineralientage München“ eingeführt.
Begleitet wird die dreitägige Messe von Vorträgen und Sonderschauen. 2014 gab es zum ersten Mal in Europa ein Originalskelett eines Tyrannosaurus rex zu sehen. 2016 wurde die größte Riesenmuschel der Welt, eine 355 kg schwere Tridacna gigantea gezeigt. 2016 kritisierten Tierschützer, auf der Messe würde mit exotischen Tieren gehandelt. Laut Veranstalter hätten die Aussteller schriftlich bestätigt, dass ihre Waren legal eingeführt wurden und entsprechende Zertifikate vorlagen.
An der Messe 2019 nahmen 1250 Aussteller teil. Laut Veranstalter handelte es sich um die größte Mineralienmesse Europas und drittälteste der Welt. 2020 wurde die Schau wegen der Corona-Pandemie abgesagt.
Aktueller Geschäftsführer ist Christoph Keilmann, der das Unternehmen von seinem Vater Johannes übernahm.